# Бойсен
Бойсенът е хибрид между малина и къпина. Издънките са средно дебели, стелещи се, с шипчета, и достигат до 2,5 – 3,5 m. Изисква подпорна конструкция. Плодове са много едри, цилиндрични, тъмночервени до черни, силно гланцирани, с умерено плътно, нежно, сочно, сладко-кисело плодово месо. Частично самофертилен.